# 기노시타 야에몬
기노시타 야에몬(일본어: 木下彌右衛門, 생년 미상 ~ 1543년 2월 5일)은 센고쿠 시대 중기의 인물로, 도요토미 히데요시의 생부이자, 나카의 첫 번째 남편이다.
신분이나 출신에 대해 여러 설이 나뉘어 있어서, 정확한 생애를 알 수는 없다. 이름인 야에몬(彌右衛門)에서 추측해 보건대 최하층의 빈민, 대장장이, 농민, 침을 팔던 상인 등의 설이 있으며, 출신으로는 산에서 살던 유랑인인 산카라 보기도 한다.
오와리국 나카무라(지금의 나고야시 나카무라구)에서 태어나 오다 가문의 잡병으로 징집되어 오다 노부히데 휘하에서 여러 전투를 치렀다. 그러나 전투 도중 발을 다쳐, 고향으로 돌아왔다. 나카와 혼인하여 장녀 도모, 장남 도키치로를 슬하에 두었다.
1543년 1월 2일에 사망하였는데 사인은 전해지지 않는다.